# Handbal op de Pan-Amerikaanse Spelen 1999
Handbal is een van de sporten die beoefend werden tijdens de Pan-Amerikaanse Spelen 1999 in Winnipeg, Canada. Het toernooi begon op 31 juli en eindigde 8 augustus. De twee winnaars, Cuba (mannen) en Brazilië (vrouwen), plaatsten zich rechtstreeks voor de Olympische Spelen 2000 in Sydney.

## Medaillewinnaars
| Categorie         | Goud     | Zilver   | Brons      |
| ----------------- | -------- | -------- | ---------- |
| Mannen » Details  | Cuba     | Brazilië | Argentinië |
| Vrouwen » Details | Brazilië | Canada   | Cuba       |

## Medaillespiegel
| Plaats | Land       | Goud | Zilver | Brons | Totaal |
| 1      | Brazilië   | 1    | 1      | 0     | 2      |
| 2      | Cuba       | 1    | 0      | 1     | 2      |
| 3      | Canada     | 0    | 1      | 0     | 1      |
| 4      | Argentinië | 0    | 0      | 1     | 1      |
| Totaal | Totaal     | 2    | 2      | 2     | 6      |